# Кузнецово (Амурска област)
Кузнецово (на руски: Кузнецово) е село в Русия, в състава на Магдагачински район, Амурска област. Според преброяването през 2010 г. населението на селото е 209 души, от тях: 170 (81,33%) руснаци, 7 (3,34%) българи, 6 (2,87%) узбеки, 3 (1,43%) беларуси, 3 (1,43%) табасарани и 15 (7,17%) неопределени.
Имената на улици в селото са: „Амурская“, „Комсомольская“, „Школьная“ и „Юбилейная“.

## История
Кузнецово е сред най-старите селища в района на река Амур, основано е през 1857 г. Носи името на търговеца Е. А. Кузнецов, който дарява 100 хил. рубли на руската експедиция в района на Амур.

## География
Селото се разположено на левия бряг на река Амур по границата с Китай, на 39 км южно от село Черняево.